# Ясинуватка (Онуфріївська селищна громада)
Ясинува́тка — село в Україні, в Онуфріївській селищній громаді Олександрійського району Кіровоградської області. Населення становить 53 осіб.

## Населення
Згідно з переписом УРСР 1989 року чисельність наявного населення села становила 83 особи, з яких 28 чоловіків та 55 жінок.
За переписом населення України 2001 року в селі мешкали 53 особи.

### Мова
Розподіл населення за рідною мовою за даними перепису 2001 року:
| Мова       | Кількість | Відсоток |
| ---------- | --------- | -------- |
| українська | 52        | 98.11%   |
| російська  | 1         | 1.89%    |
| Усього     | 53        | 100%     |

## Видатні люди
- У селі народився Герой України Юліан Ступак (2000—2022) — лейтенант ЗСУ, учасник російсько-української війни.